# 庄智焕
庄智焕（1900年－1978年）民國政治人物，機電通信專家。字仲文，浙江鄞县人。

## 生平
生于浙江省鄞县，早年畢業于上海工業專門學校（今上海交通大學），1920年7月，于電氣機械第十届畢業。赴广州，曾任黄埔军校电讯教官。1929年，任中國國民黨總理奉安委員會秘書、干事。
因在電信方面的專長，曾任南京無線電電台台長，國民政府電政總局局長，中華民國交通部電政總局局長，中華民國工業部電子司司長。中日电信会议在南京交通部召開時，曾任中方代表。也曾任中華民國經濟部企業司司長。
曾任西安市市政處最後一任處長。
1947年5月，代表國民政府出席第三十届國際勞工大會，是中國代表團資方代表。1947年10月，代表中國參加世界貿易會議。
抗日戰爭勝利後，於1948年回到母校國立交通大學（今上海交通大學）任教，曾任工業管理系主任、教授。
曾任中國機電學會第九任會長（民國大陸時期中國機電學會末任會長）。

## 代表著作
- 《电政沿革及计划概略》
- 《四十年来我国电政之展望》，1936年[10]。
- 《告全体电务人员书》